# Xã Canton, Quận Bradford, Pennsylvania
Xã Canton (tiếng Anh: Canton Township) là một xã thuộc quận Bradford, tiểu bang Pennsylvania, Hoa Kỳ. Năm 2010, dân số của xã này là 2.143 người.